# Droga (film 2009)

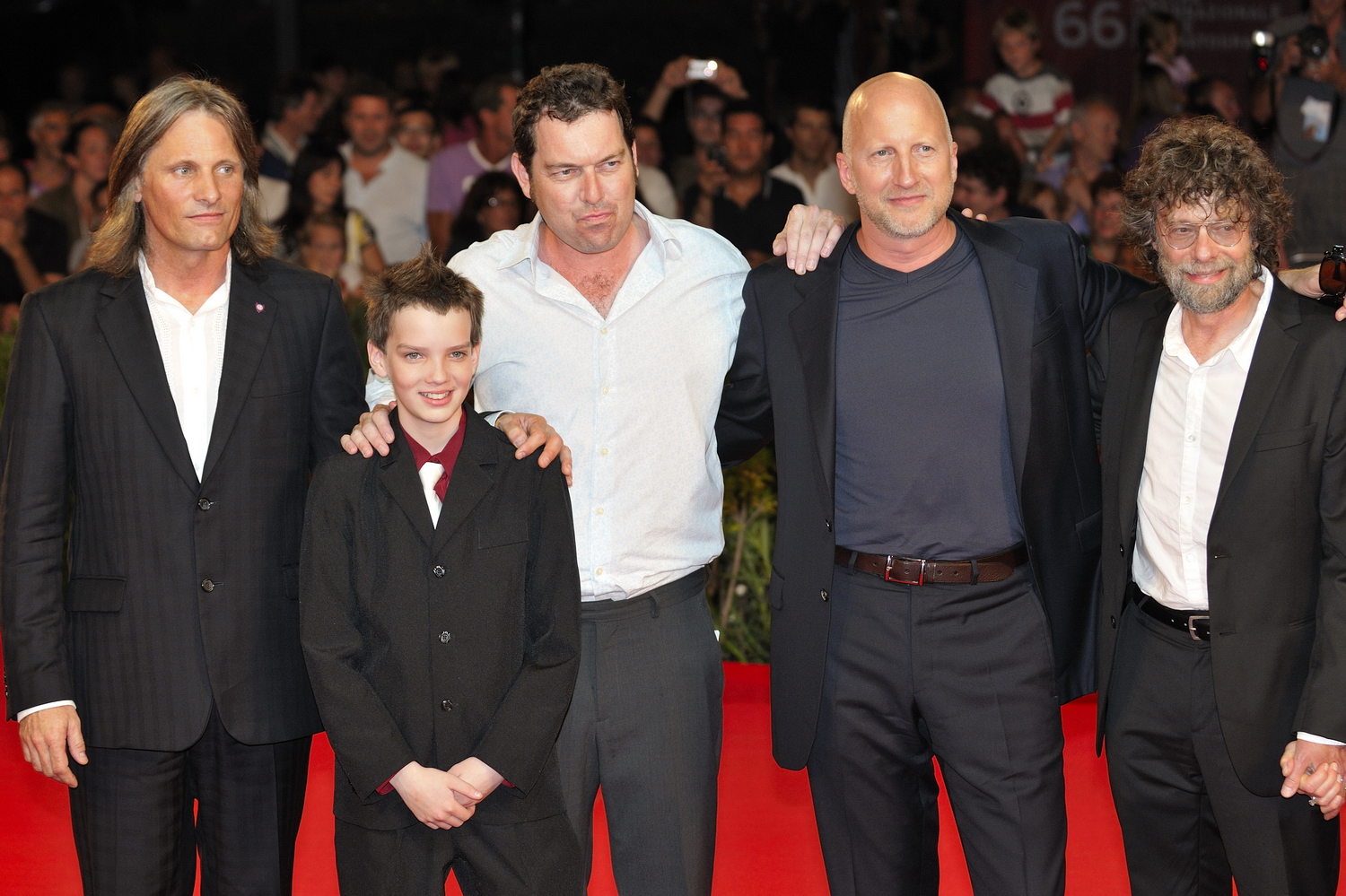
Odtwórcy głównych ról oraz filmowcy podczas Festiwalu Filmowego w Wenecji

Droga (oryg. The Road) – dramat filmowy z 2009 roku w reżyserii Johna Hillcoata. Film oparty jest na podstawie powieści Droga Cormaca McCarthy’ego z 2006 roku. Główne role grają Viggo Mortensen i Kodi Smit-McPhee, jako ojciec i syn walczący o przetrwanie w postapokaliptycznej Ameryce. Zdjęcia do filmu powstały w Pensylwanii, Luizjanie i Oregonie.

## Fabuła
Głównymi bohaterami filmu są Ojciec (Viggo Mortensen) i Chłopiec (Kodi Smit-McPhee) walczący o przetrwanie 10 lat po nieokreślonym, niszczycielskim kataklizmie, który zamienił Amerykę Północną w pustkowie bez roślin, zwierząt i słońca. Ludzie, którzy przetrwali kataklizm, zmuszeni są do szukania jedzenia w odpadkach lub kanibalizmu. Ojciec wraz z Chłopcem udają się w podróż na południe w nadziei, że tam będzie cieplej. Po drodze usiłują przeżyć, szukając schronienia, żywności i paliwa, starając się jednocześnie zachować człowieczeństwo.

## Obsada
- Viggo Mortensen jako ojciec
- Kodi Smit-McPhee jako chłopiec
- Charlize Theron jako żona
- Michael K. Williams jako złodziej
- Robert Duvall jako starzec
- Guy Pearce jako weteran
- Molly Parker jako żona weterana